# John R. Commons
John Rogers Commons (1862–1945) foi um economista institucional georgista, progressista e historiador do trabalho ligado à Universidade do Wisconsin-Madison.
Commons é mais conhecido por sua análise da ação coletiva do Estado e de outras instituições, que ele considerava essencial para a compreensão da economia. Ele acreditava que uma legislação cuidadosamente elaborada poderia criar mudanças sociais; essa visão o levou a ser conhecido como um socialista radical e incrementalista. Ao contrário de alguns relatos publicados, Commons considerava os afro-americanos capazes de votar. Quando defendeu a representação proporcional, sugeriu um "partido negro".  Chegou a sugerir a aplicação da Décima Terceira Emenda à Constituição para forçar os Estados do Sul a permitir que os afro-americanos votassem.  Ele deu continuidade à forte tradição americana da economia institucional - representada por figuras como o economista e teórico social Thorstein Veblen -, e sua noção de transação é uma das contribuições mais importantes para essa vertente teórica. A teoria institucional está intimamente relacionada ao notável êxito de Commons na apuração de fatos e na elaboração de legislação sobre uma ampla gama de questões sociais para o estado de Wisconsin. Ele elaborou a legislação que estabeleceu o programa de indenização aos trabalhadores de Wisconsin, o primeiro do gênero nos Estados Unidos.
Em 1906, Commons foi um dos economistas fundadores da American Association for Labor Legislation (AALL). 
Foi um dos principais defensores da representação proporcional nos Estados Unidos, tendo escrito um livro sobre o assunto em 1907. Também atuou como vice-presidente da Proportional Representation League ("Liga da Representação Proporcional").
Produziu dois grandes estudos sobre a história dos sindicatos nos Estados Unidos. A partir de 1910, editou A Documentary History of American Industrial Society ("História documental da sociedade industrial americana"), uma grande obra que preservou muitos documentos originais do movimento trabalhista americano. Logo que a obra foi concluída, Commons começou a editar History of Labor in the United States, baseada na história documental anterior de 10 volumes.
Em 1934, publicou Institutional Economics ("Economia Institucional"), onde expôs sua visão de que as instituições eram formadas por ações coletivas que, juntamente com os conflitos de interesses, definiam a economia. Ele acreditava que a economia institucional acrescentava o controle coletivo das transações individuais à teoria econômica existente.
Em 1936, Commons foi eleito para a American Philosophical Society.